# Polyblastus
Polyblastus is een geslacht van insecten uit de orde vliesvleugeligen (Hymenoptera) en de familie Ichneumonidae.

## Soorten
- P. alternans Schiødte, 1838
- P. bicingulatus Kriechbaumer, 1898
- P. bipunctatus Strobl, 1903
- P. cancer (Hartig, 1837)
- P. clypearis Brischke, 1891
- P. cothurnatus (Gravenhorst, 1829)
- P. dentigena Kasparyan, 1970
- P. leucoon Kasparyan, 1973
- P. macrocentrus Thomson, 1888
- P. melanostigmus Holmgren, 1857
- P. nanus Kasparyan, 1973
- P. pallicoxa Thomson, 1888
- P. pedalis (Cresson, 1864)
- P. pinguis (Gravenhorst, 1820)
- P. pumilus Holmgren, 1857
- P. stenhammari Holmgren, 1857
- P. subalpinus Holmgren, 1857
- P. tener Habermehl, 1909
- P. tuberculatus Teunissen, 1953
- P. varitarsus (Gravenhorst, 1829)
- P. wahlbergi Holmgren, 1857
- P. westringi Holmgren, 1857